# 決明破力士4
《決明破力士4》（日语：ケツノポリス4），日本音樂團體決明子的第4張錄音室專輯。2005年6月29日發行。

## 簡介
距離上張錄音室專輯《決明破力士3》約一年半。在大熱單曲《櫻花》4個月之後發行。
本次專輯封面色為綠色。
專輯的曲目主要由NAOKI-T和YANAGIMAN創作。
現時EXILE的成員NESMITH參加了歌曲《NO LADY NO LIFE》的和聲。
總銷量超過200萬張，是日本音樂史上專輯銷量超過200萬張的嘻哈專輯。是2005年度日本專輯銷量第2位，僅次於ORANGE RANGE的《musiQ》。
榮獲第47回日本唱片大賞最佳專輯賞。
B'z的松本孝弘將這張專輯列為他的年度最喜愛的專輯之一。

## 收錄曲目
1. 兜風
2. 向前行（歩いてく）
3. 櫻花
4. 陪在我身邊（そばにいて）
5. 進步
6. 朝日
7. NO LADY NO LIFE
8. 給你一BUMP（君にBUMP）
9. 決明森巴（ケツメンサンバ）
10. 三字頭必殺（三十路ボンバイエ）
11. 涙
12. 東京
13. 願望
14. 終曲